# Mimosa dutrae
Mimosa dutrae är en ärtväxtart som beskrevs av Gustaf Oskar Andersson Malme. Mimosa dutrae ingår i släktet mimosor, och familjen ärtväxter. Inga underarter finns listade i Catalogue of Life.